# Ният
Ният (араб. نية‎) или в соответствии с принятой в востоковедческих кругах транслитерацией нийат — понятие в исламском праве. «Ният» переводится как «намерение», «мотивация», «интенция» и трактуется как осознанное совершение какого-либо действия или отказ от его совершения с чётким осознанием цели и смысла действия либо воздержания от него. Ният играет ключевую роль в оценке поступков человека, в частности, влияет на богословско-правовое заключение относительно ритуальной и юридической силы того или иного действия (намаза, поста, брака, развода) или на решение исламского суда по уголовному делу.

## Ният в Сунне
Как в суннитских, так и в шиитских сборниках хадисов приводится немало преданий касательно нията.

### Хадисы о нияте из суннитских сборников
Одним из наиболее известных хадисов, приводимых в суннитских (аль-Бухари, Муслим, Канз аль-Уммал) сборниках, является следующее изречение Мухаммада:
Я слышал, как посланник Аллаха (да благословит его Аллах и да приветствует), сказал: «Поистине, дела [оцениваются] только по намерениям и, поистине, каждому человеку достанется только то, что он намеревался (обрести). Так, совершивший переселение к Аллаху и посланнику Его переселится к Аллаху и посланнику Его, а переселявшийся ради чего-нибудь мирского или ради женщины, на которой он хотел жениться, переселится (лишь) к тому, к чему он переселялся.
Данный хадис также приводится в трёх трудах суннитского учёного ан-Навави. Это «Сады праведных» («Рийад ас-салихин»), «Поминания» («Аль-Азкар») и «Сорок хадисов ан-Навави» («Аль-арба’уна хадисан ан-нававиййа»), в котором ан-Навави, в частности, цитирует высказывание одного из суннитских учёных Абу Дауда:
Поистине, тот хадис, в котором говорится, что дела оцениваются только по намерениям, составляет собой половину ислама, поскольку религия может быть либо явной, и это — дело, либо скрытой, и это — намерение.
Ан-Навави также приводит комментарий основателей двух из четырёх канонических суннитских мазхабов — Ахмада ибн Ханбала и аш-Шафии:
Хадис, в котором сказано, что дела оцениваются только по намерениям, заключает в себе треть знания, объясняется же это тем, что раб может приобрести для себя что-либо посредством своего сердца, своего языка и различных частей своего тела. Таким образом, намерение, возникающее в сердце, является одной из трёх вышеупомянутых вещей.
В своде аль-Бухари также приводится следующий хадис Мухаммада со слов Ибн Аббаса:
Поистине, Аллах определил хорошие и плохие дела и затем объяснил так: кто намерился совершить хорошее дело и не сделал его, тому Аллах записывает хорошее дело полностью, а если он намерился и совершил его, то Аллах записывает ему от десяти до семисот и больше хороших дел. Кто намерился совершить грех и не сделал его, тому Аллах записывает одно хорошее дело полностью, а если он намерился и совершил его, то Аллах записывает ему один грех.
В ещё одном из шести канонических суннитских сборников хадисов — в своде ан-Нисаи — также приводятся хадисы о нияте. Один из них, переданный со слов Абу Умамы Бахили, гласит:
Поистине, Аллах не принимает поступка, помимо того, который был [совершён] искренне ради Него и ради стремления к Его лику.
В том же сборнике содержится и иной хадис Мухаммада от Абу Дарды, также связанный с темой намерений:
Кто ложится спать с намерением встать ночью на тахаджуд-намаз, но сон одолевает его, пока не наступает утро, ему записывается то, что он намеревался [сделать]. И сон его был подарком ему от Аллаха.
В своде Ибн Маджа приводится хадис, переданный со слов Зейда ибн Сабита, в котором тема нията получает и несколько иное преломление:
Чьим стремлением является этот мир, Аллах разбивает его дела и внушает ему [страх] перед бедностью, [предстающей перед] его глазами. И в этом мире он не получит больше того, что ему предписано. А кто стремится к будущей жизни (ахират), Аллах облегчает его дела, делает его сердце богатым, и этот мир является перед ним униженным.
В суннитских книгах также содержится некоторое количество других хадисов на тему нията.

### Хадисы о нияте из шиитских сборников
Шииты, в отличие от суннитов, употребляют термин «хадис» не только по отношению к высказываниям Мухаммада, но и называют так изречения Фатимы Захры и двенадцати Имамов (в то время как общий термин «сунна» или «ахбар» подразумевает не только слова, но и действия, и молчаливое одобрение тех или иных поступков со стороны Мухаммада или же — в шиитском варианте — всех четырнадцати Непорочных: Мухаммада, Фатимы и двенадцати Имамов).
В шиитской книге «Амали ас-Садук» рассказывается следующая история:
Когда Пророк (да благословит Аллах его и его семейство) послал Али в поход вместе с отрядом [бойцов], один мужчина сказал своему брату: «Давай отправимся в военный поход вместе с отрядом Али, у нас будет возможность заполучить раба, или животное, или что-то ценное». [И тогда Пророк] сказал: «Дела [оцениваются] по намерениям, и каждый человек получает то, к чему стремился. И кто выступает, стремясь к тому, что у Аллаха, награда ему будет от Аллаха, а кто выступает, движимый мирскими побуждениями и намерениями, не получит ничего, кроме того, к чему он стремился.
В своде «Гурар аль-хикам», в частности, приводятся два хадиса имама Али ибн Абу Талиба относительно намерения. Первый гласит:
Ният — основа действия.
Во втором говорится:
Праведный ният — одно из двух дел [т. е. сам по себе уже является действием].
В своде «Аль-Кафи» есть следующий хадис от четвёртого имама шиитов Али Зейн аль-Абидина:
Нет действия без нията.
В шиитских книгах также приводятся изречения шестого имама Джафара ас-Садика, посвященные теме нията. В частности, в «Аль-Кафи» содержится хадис:
Имам ас-Садик (мир ему) сказал: «Люди Ада будут ввергнуты в него навсегда, ибо их намерения в этом мире были таковы, что если бы они остались в нём навечно, они бы никогда не подчинялись Аллаху; а люди Рая будут вечно пребывать тем, поскольку их намерения в мирской жизни были таковы, что если бы они всегда оставались в ней, они повиновались бы Аллаху. Поэтому вечную участь люди получают по их намерениям». А затем он процитировал аят Аллаха в Коране: «Скажи [, Мухаммад]: "Каждый человек выбирает свой путь, а ваш Господь лучше знает, кто избрал прямой путь"» (17:84). И пояснил его значение: «[Имеется в виду] его [избравшего прямой путь] намерение.
В «Аль-Махасин» есть похожий хадис имама ас-Садика:
Аллах воскресит людей, [судя их] в соответствии с их намерениями в Судный день.
Как уже упоминалось, доброе намерение (то есть хороший ният) в хадисах уже само по себе расценивается как праведное действие. В этом едины сунниты и шииты, и, так же как в суннитских сводах, в шиитских сборниках также есть множество хадисов на эту тему.
В частности, в «Макарим аль-ахлак» приводится хадис Мухаммада, обращавшегося к одному из сподвижников с такими словами:
О, Абу Зарр, стремись [имей ният] делать добро, даже если у тебя нет для этого возможности, а не то ты будешь занесён в число небрежных.
Другой хадис Мухаммада, содержащийся в своде «Аль-Кафи», гласит:
Ният верующего лучше его действия, а ният неверующего хуже его действия, и каждый действует в соответствии с собственным ниятом.
В хадисе имама ас-Садика, который приводится в книге «Илал аш-Шараи», разъясняется смысл данного изречения Мухаммада, согласно которому ният верующего лучше его действия:
Потому что действие может совершаться напоказ, однако только ният искренне обращён к Господу миров, и Всемогущий воздаёт по намерениям так, как Он не воздаёт за действия.
Важно, что в хадисах ният фигурирует как всеобъемлющий, фундаментальный принцип. Так, в сборнике «Макарим аль-ахлак» приводятся слова Мухаммада, адресованные Абу Зарру аль-Гифари:
О, Абу Зарр, во всём, что ты делаешь, у тебя должен быть праведный ният, даже во время сна и приёма пищи.
В компендиуме шиитских хадисов «Бихар аль-анвар» содержится хадис имама ас-Садика с аналогичным смыслом:
Искренность намерения важна для раба [Аллаха] в каждом его движении и состоянии покоя, ибо если бы это не было так, он бы был сочтён за небрежного.
В таких шиитских книгах, как «Гурар аль-хикам», «Аль-Махасин», «Аль-Кафи» и «Бихар аль-анвар», также содержится немало хадисов четырнадцати безгрешных, в которых восхваляется праведный ният и порицается ният нечестивый.

## Ният в мусульманском праве (фикхе)
Ният принимается во внимание и учитывается при вынесении решения о юридической силе тех или иных действий — как в сфере поклонения (ибадат), так и в области социальной кооперации (муамалат).

### Ният в намазе
Ният расценивается в качестве необходимой и неотъемлемой составляющей намаза, без которого сам намаз недействителен. Ният предшествует произнесению формулы «Аллаху Акбар», с которой начинается любой намаз. Исламские учёные (в том числе в пределах одной школы) разнятся во мнениях о том, следует ли при формулировке нията указывать, какую именно молитву читает человек, обязательная ли она или дополнительная, выполнена вовремя или в восполнение намаза, пропущенного ранее (када).
То же самое правило действует и в отношении малого (вуду) и большого (гусль) ритуального омовения: человек должен совершать их с намерением выполнения предписанного шариатом омовения, а не просто из желания принять душ, умыться и т. д. Ханафиты при этом считают, что ният обязателен только для омовения, совершающегося водой, загрязнённой после питья животного или смешанной с пальмовым вином, и принимают намаз человека, совершившего омовение ради охлаждения или чтобы помыться.

### Ният в посте
Как и у молящегося, у постящегося должен присутствовать ният соблюдения поста постольку, поскольку он является предписанием ислама. Некоторые муджтахиды требуют, чтобы во время месяца Рамадан такой ният был осознан до азана утреннего намаза (фаджр), иначе пост не считается действительным. Что касается добровольных постов вне Рамадана, то намерение соблюдать такой пост должно появиться до канонического полудня.
В соответствии с положениями джафаритского и ханбалитского мазхабов, пост человека считается прерванным, если у него появился ният поесть или выпить воды в дневное время месяца Рамадан, даже если он не осуществил своего намерения.

### Ният в бракоразводном процессе
Во всех школах исламского права важным условием действительности никяха является согласие обеих сторон (и жениха, и невесты) на заключение брака. Тем самым, и со стороны мужчины, и со стороны женщины должен присутствовать ният вступить в этот брак.
Что касается развода, то в этом вопросе есть некоторые разночтения. Мухаммад Джавад Магнийя отмечает:
Согласно имамитской школе, развод, данный непреднамеренно, или по ошибке, или посредством жеста, не имеет силы.
Абу Зурара утверждает, что ханафиты принимают в качестве действительного развод, инициированный любым человеком [мужчиной], кроме несовершеннолетних, лунатиков и умственно неполноценных. Таким образом, развод, данный посредством жеста, или в состоянии опьянения, вызванного употреблением запретного, или под давлением, по ханафитскому мазхабу действителен... Аш-Шафии и Абу Ханифа утверждали: «Ният не требуется в разводе».

Имамиты передают хадис от Имамов Ахл аль-Бейт (мир им): «Нет развода, кроме как по желанию. Нет развода, кроме как с [соответствующим] ниятом.

### Ният и уголовное право
Так же, как и в светском законодательстве, в исламской правовой системе проводится дифференциация между умышленным и непредумышленным убийством, то есть при рассмотрении дел об убийстве принимается во внимание ният обвиняемого.
Кроме того, ният также учитывается при рассмотрении дел о прелюбодеянии (зина).
В связи с этим можно привести в качестве примера некоторые судебные решения, вынесенные Али ибн Абу Талибом в соответствии с сунной. В частности, в «Аль-Кафи» (раздел «Навадир», хадис 10) приводится следующий рассказ:
К Имаму Али (мир ему) привели мужчину и женщину, совершивших прелюбодеяние. Женщина поклялась, что её заставил мужчина. Имам (мир ему), приняв заверение женщины, не стал наказывать её.
О другом таком решении упоминает шейх Муфид в книге «Китаб аль-иршад»:
Несколько человек пришли к Умару и заявили, что видели, как одна замужняя женщина изменила своему мужу. Умар приказал казнить её. Женщина, взывая к Аллаху, сказала: «Господи! Ты знаешь, что я невиновна!»
Умар, рассердившись, спросил: «Ты опровергаешь свидетельство этих людей?»
Имам Али (мир ему), наблюдавший за происходящим, сказал: «Подождите, быть может, у неё есть веская причина».
Когда её спросили о случившемся, она рассказала всё подробно: «Однажды я со своим соседом повела верблюдов к водопою. По дороге меня стала мучить жажда, но, сколько я ни просила у соседа воды, он ставил условие, что я должна сблизиться с ним. Поэтому, чтобы не умереть от жажды, мне пришлось согласиться на это».
Имам Али (мир ему) сказал: «Аллах Велик! „Но кто принуждён без нечестивости и своевольного непослушания — на том греха не будет“ (2:173)».

После этих слов Умар освободил женщину.

## Нийат в иудаизме
В иудаизме принято до молитвы отложить дела и заботы и сделать нийат (кавана). Вероятно, под влиянием ислама, в иудейских богослужебных свитках XI века палестинского нусаха в Египте (см. каирская гениза) перед молитвой указано произнести басмалу «во имя Милостивого» (בשם רחום‎ бшем рахум) — гебраизированным переводом арабских слов «бисмилЛяхи р-Рахим» (בסמאללה אלרחים‎ — «именем Аллаха Милосердного»), после этого произнести «Господи, отвори губы мои и рот мой возвестит хвалу Тебе» (Пс. 50:17), а потом молиться молитвой амида. Там же обнаружен свиток Корана, записанный по-арабски еврейскими буквами, содержащий суру 1 и 2 и басмалу (בסמאללה אלרחמן אלרחים‎ бисмилляхи р-рахмани р-рахим).